# Chrysanthia bhutanica
Chrysanthia bhutanica is een keversoort uit de familie schijnboktorren (Oedemeridae). De wetenschappelijke naam van de soort is voor het eerst geldig gepubliceerd in 1980 door Švihla.